# Vasilij Vasil'evič Prončiščev
Vasilij Vasil'evič Prončiščev, in russo Василий Васильевич Прончищев? (1702 – 9 settembre [29 agosto] 1736), è stato un esploratore russo.

## Biografia

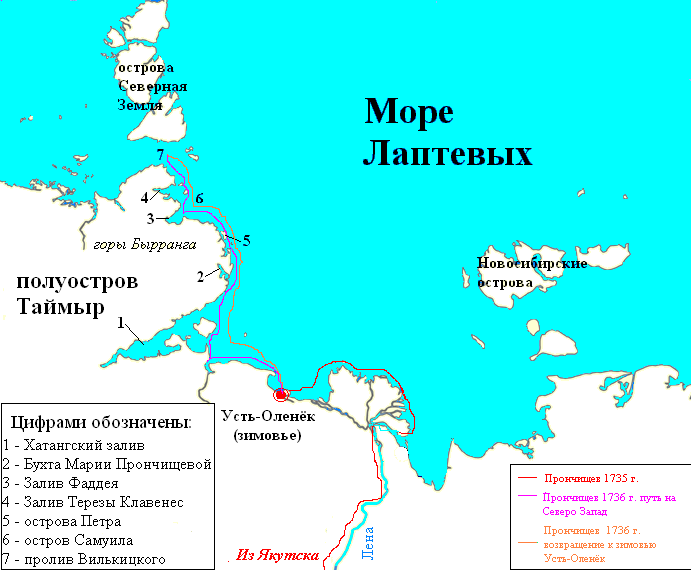
Il percorso della spedizione di Prončiščev.

Laureato nel 1718 alla Scuola di matematica e navigazione di Mosca, nel 1733 fu promosso al grado di tenente e posto a capo di un'unità della Seconda spedizione in Kamčatka, il cui scopo era quello di mappare le coste del mar Glaciale Artico dalla foce della Lena a quella dello Enisej.
Nel 1735, Prončiščev, sullo sloop Jakutsk, partendo dalla città di Jakutsk scese il fiume Lena con un equipaggio di circa 50 persone e dopo aver doppiato il delta del fiume si fermò a svernare alla foce dell'Olenëk. Faceva parte dell'equipaggio Semën Ivanovič Čeljuskin che l'avrebbe in seguito sostituito al comando e, in modo non ufficiale, la moglie Tat'jana Fedorovna Prončiščeva (Татьяна Фёдоровна Прончищева).
Molti membri dell'equipaggio si ammalarono e morirono, soprattutto a causa dello scorbuto. Nonostante le difficoltà, nel 1736 raggiunse la sponda orientale della penisola del Tajmyr (Таймырский полуостров) e proseguì a nord lungo la sua costa. Prončiščev e sua moglie Tat'jana si ammalarono anch'essi di scorbuto e morirono sulla via del ritorno. Lei gli sopravvisse di 13 giorni. Ambedue sono stati sepolti alla foce dell'Olenëk.
Durante il suo viaggio, Prončiščev scoprì varie isole al largo della costa nord-orientale della penisola del Tajmyr (Preobraženija, le isole Faddej, le Komsomol'skaja Pravda, le isole di San Pietro). La sua spedizione fu la prima a calcolare con precisione il percorso del fiume Lena da Jakutsk fino alla foce e il litorale del suo delta fino al  golfo di Faddej (залив Фаддея).
La moglie di Prončiščev è considerata la prima esploratrice polare donna. Tat'jana fu menzionata erroneamente con il nome di Maria per un errore di lettura delle carte della spedizione, dove una "M" puntata che stava per "Мыс" (capo geografico, in russo: М. Прончищева), venne interpretata come Maria Prončiščeva invece di capo Prončiščev. Solo nel 1983 alcuni ricercatori hanno scoperto che il suo vero nome era Tat'jana.
Portano il nome di Vasilij Prončiščev:

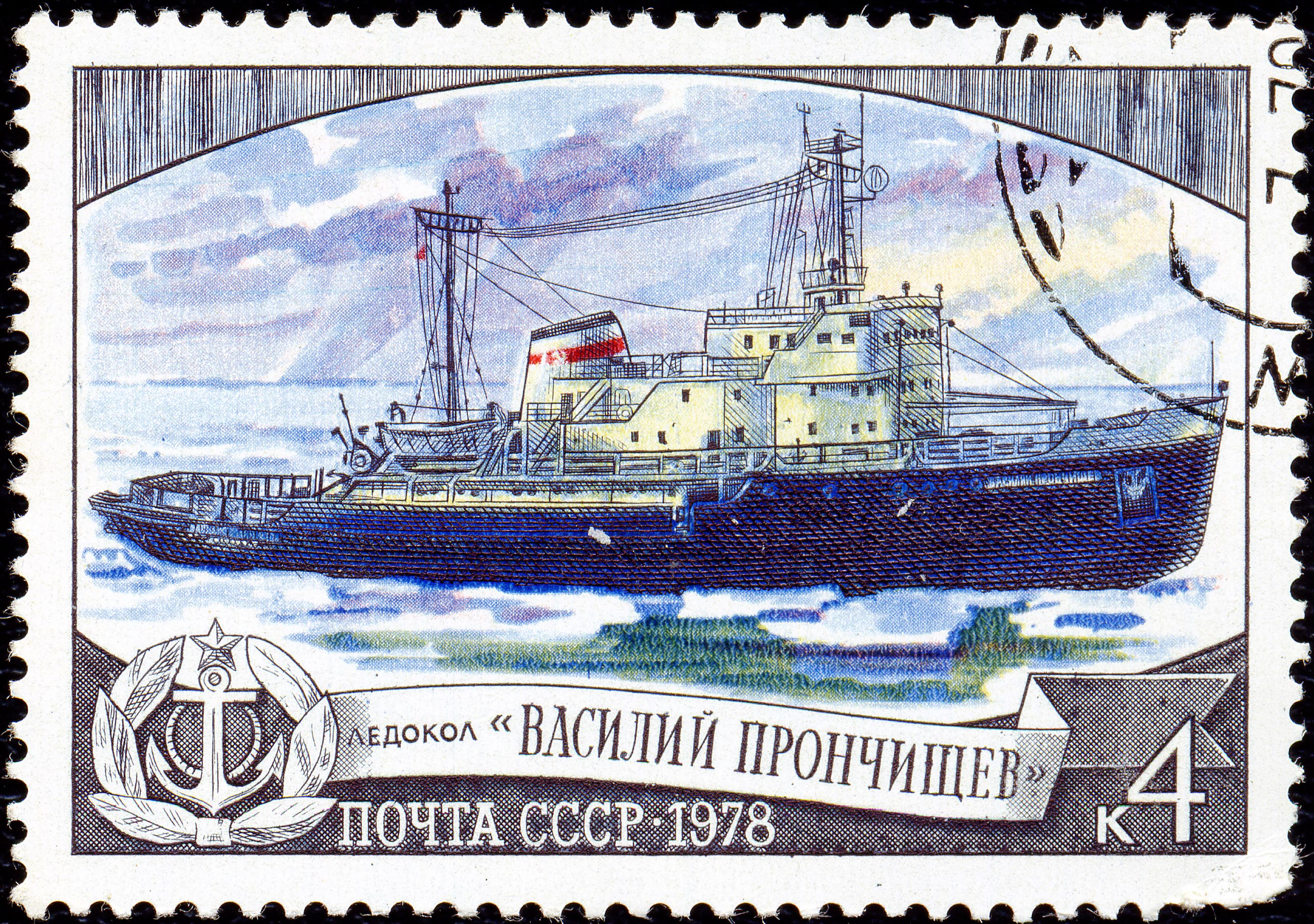
Il francobollo da 4 copechi del 1978 raffigurante il rompighiaccio Vasilij Prončiščev.

- una parte della costa orientale della penisola di Tajmyr (берег Прончищева)[8], così nominata nel 1913 durante la spedizione di Boris Andreevič Vil'kickij[9];
- capo Prončiščev (Мыс Прончищева)[10], nominato nel 1919 da Roald Amundsen[9];
- un lago e un fiume (Река и озеро Прончищева)[11], nominati dai ricercatori sovietici[9];
- il crinale (кряж Прончищева)[12] tra le foci dei fiumi Olenëk e l'Anabar, nominato da Eduard Gustav von Toll, nel 1892-1893[9];
- il rompighiaccio, costruito nel 1961 a Leningrado, porta anch'esso il nome di Vasilij ed è stato poi riprodotto sui francobolli da 4 copechi del 1978.

Portano il nome di Tat'jana (Maria) Prončiščeva:
- la baia di Maria Prončiščeva (бухта Марии Прончищевой)[13], nel mare di Laptev, così nominata nel 1913 durante la spedizione di Boris Vil'kickij[14];
- la penisola Maria Prončiščeva (полуостров Марии Прончищевой), che chiude la soprannominata baia a est[15];
- un piccolo monte a sud-ovest della baia (гора Прончищевой)[16].

A Jakutsk è stato eretto un monumento dedicato alla coppia di esploratori